# Lajos Baróti
Lajos Baróti (Seghedino, 19 agosto 1914 – Budapest, 23 dicembre 2005) è stato un calciatore e allenatore di calcio ungherese, di ruolo difensore.

## Carriera
Dopo una carriera da calciatore in cui arrivò anche a giocare due partite in Nazionale divenne allenatore ed ottenne il titolo ungherese con il Vasas nel 1957. Passò allora ad allenare la Nazionale magiara dove rimase per quasi un decennio. In seguito allenò l'Újpesti Dózsa con cui vinse per 3 anni consecutivi il campionato ungherese (1969, 1970, 1971). Nel 1981 vinse anche un campionato portoghese al Benfica.

## Palmarès

### Allenatore

#### Club

##### Competizioni nazionali
- Campionato ungherese: 4

Vasas: 1957
Újpest: 1969, 1970, 1970-1971
- Coppa d'Ungheria: 4

Vasas: 1955, 1973
Újpest: 1969, 1970
- Campionato portoghese: 1

Benfica: 1980-1981
- Coppa di Portogallo: 1

Benfica: 1980-1981
- Supercoppa di Portogallo: 1

Benfica: 1980

##### Competizioni internazionali
- Coppa Mitropa: 2

Vasas: 1956, 1957

#### Nazionale
- Bronzo olimpico: 1

Roma 1960
- Oro olimpico: 1

Tokyo 1964